# 罗杰·惠勒
罗杰·惠勒（1926年2月27日—1981年5月27日），美国商人，曾任德力斯通信董事会主席，也是世界回力球公司的所有人。1981年他于自己的车内遭人杀害，享年55岁。
他之所以被杀害据称是因为曾试图揭露世界回力球公司内部的一桩贪污事件。前联邦调查局探员哈罗德·保罗·里科退休后曾任世界回力球公司的保安总监，他随即伙同自己在冬山帮的线人，已故“白毛”巴尔杰和史蒂夫·弗莱密以隐瞒营业收入的形式盗窃公司财产。据估计，当时冬山帮仅从停车场收费一项中就获得了每周一万美元的收入，但这一说法的可靠性有待证实。
惠勒发现这一问题后就开始着手调查，这给冬山帮造成了不小的麻烦。后者因此制造了五六起谋杀案，其中有两起至今未破。巴尔杰因此把惠勒视为心腹大患，他曾这样说道：“罗杰·惠勒很有钱，也有人脉，所以我们必须行动，因为(罗杰的调查)一定不会停下来。”
2001年3月14日，三名冬山帮的成员——巴尔杰，弗莱密和约翰尼·马尔托拉诺——因为谋杀惠勒而被起诉，另有两个同党在此之前已经身亡。马尔托拉诺选择认罪，他交代了二十多起帮派制造的谋杀案，其中包括惠勒一案。作为交换，他被判处15年监禁，但仅服刑六年后就在2007年被释放。 弗莱密也选择认罪，被判处终身监禁，迄今仍在服刑。 巴尔杰则伏案潜逃。1999年他被FBI列为十大通缉犯之一，最终于2011年6月22日被捕。 2003年里科也涉案被起诉，他拒不认罪，在羁押期间病逝，最终未能等到审判。